# Charles-Frédéric Soehnée
Charles-Frédéric Soehnée, né le 3 novembre 1789 à Landau et mort le 1er mai 1878  à Montreuil, est un peintre français.

## Biographie
Charles-Frédéric Soehnée est le fils de Jacques Frédéric Soehnée et de Caroline Wilhelmine Kruger.
En 1797, son père fonde la société Soehnée l'aîné & Cie. Plusieurs usines sont implantées dans l'est: à Mulhouse, Colmar et Munster. Le siège social est à Paris où déménage finalement toute la famille.
À Paris, Soehnée étudie auprès du peintre Anne-Louis Girodet. Son camarade de classe et ami Pierre-Louis Delaval peint un portrait de lui en 1812. En 1818, il exécute plus d'une centaine de dessins, aquarelles et au moins une lithographie, dont la plupart représentent des scènes d'animaux et personnages imaginaires sur fond de paysages désertiques.
En 1829, il fonde avec son frère une fabrique de vernis
Il est mort à son domicile de Montreuil à l'âge de 88 ans.

## Source de la traduction
- (en) Cet article est partiellement ou en totalité issu de l’article de Wikipédia en anglais intitulé « Charles-Frédéric Soehnée » (voir la liste des auteurs).